# بلبرایدی
بَلبرایدی (انگلیسی: Balbridie)محوطهٔ یک خانه کشیده دوران نوسنگی در ابردین‌شیر اسکاتلند است که در کرانهٔ جنوبی رود دی، ابردین‌شیر قرار دارد. این محوطه قدیمی‌ترین سکونت‌گاه کشف‌شده دائم از دوران نوسنگی است و عمر آن به ۴۰۰۰ تا ۳۴۰۰ پ. م می‌رسد. بلبرایدی بزرگترین خانهٔ کشیدهٔ نوسنگی در بریتانیا است.